# こいきな奴ら
『こいきな奴ら』（こいきなやつら）は、一条ゆかりによる日本の漫画作品。
『りぼん』（集英社）において1974年1月から1977年3月にかけて年1回の特別読み切り扱いとして掲載。掲載号はAct.1「ジュデェス・ジュディス」が1974年1月号、Act.2「エスパー狩り」が1975年1月号・2月号、Act.3「危険がいっぱい」が1976年2月号別冊付録、Act.4「ドーミエ3世の遺産」が1977年2月号・3月号。その後続編の『こいきな奴ら PART2』が『週刊マーガレット』（集英社）1986年37号から48号にかけて連載された。掲載号は「パラノイア・パーティ」が1986年37号から41号、「デッド・ゾーン」が1986年44号から48号。
単行本はりぼんマスコットコミックスより全2巻、PART2がマーガレットコミックスより全1巻の、計3巻。文庫版は集英社文庫コミック版より全2巻。電子書籍ではりぼんマスコットコミックスの単行本2冊のみで、第2巻の中にPART2の「デッド・ゾーン」だけを追加して収録されている。

## あらすじ
両親を自動車事故で亡くし、伯爵となったジュデェス。事故に疑念を抱いたジュデェスは、双子の妹ジュディス、ふとした事で知り合ったコソ泥クリームと真相を探り始める。その中で、父の腹心ボードレールが横領をしていたという事実を突き止めた。
一方、ボードレールは殺し屋パイを雇い、事が公になる前に双子を殺そうと企む。
パイは、病床にある恋人の手術費の為、大金が欲しかった。これを最後に足を洗うと自分に言い聞かせ、だが、子供相手の仕事に気が進まない。ジュデェスの勘にも阻まれ、殺害はなかなか実行できなかった。焦れたボードレールが他にも殺し屋を雇った事から、ますます仕事に嫌気が差してしまう。挙句、恋人は手術中に死に、パイは双子の手助けを決意する。
一件が落着した時、ジュデェス、ジュディス、クリーム、パイの四人は、共同生活を始めた。金と時間を持て余した四人組として、以後、様々な事件に巻き込まれたり首を突っ込んだりしながら、過ごす様になる。

## 登場人物
ジュデェス・ド・グラッセ
愛称ジュデェ。フランス貴族（富豪でもある）グラッセ伯爵。ジュディスの双子の兄で、天才的な勘を持つナイフ投げの達人。
クリームに双子が初めて対面する場面で、ロールスロイスから降りた姿は、毛皮のコートに白い長靴で一見女性に見え、クリームに「背の高い方も女か」と女性に間違えられた。
天才的な勘は超能力と関係があるようで、各国の情報局や諜報機関に狙われる事もしばしば。大学の課程は修了済み。
ジュディス・ド・グラッセ
愛称ジュディ。ジュデェスの双子の妹で、大変よく似ているが背がやや低い。武術の達人で男勝りの言動が多いが、ドレスを着ることもある。
クリーム・アラモード
自称「フランス一のスリ」「盗みのプロ」。自称に違わず、かなりの腕を持っている。
ジュディスの財布を掏ろうとして投げ飛ばされ、好意を抱く。パーティーが好き。
パイ・エトワール
元・殺し屋。射撃は一流で、300ヤードの距離からでも的を外さない。常に黒スーツを着、サングラスをしている。ビリヤードも得意。

## 書誌情報
- 一条ゆかり『こいきな奴ら』集英社〈りぼんマスコットコミックス 〉全2巻

1. 1975年8月10日初版発行 ISBN 978-4-08-853076-5
2. 1978年3月10日初版発行 ISBN 978-4-08-853119-9

- 一条ゆかり『こいきな奴ら PART2』1987年6月30日初版発行、ISBN 4-08-849280-3、集英社〈マーガレットコミックス 〉全1巻
- 一条ゆかり『こいきな奴ら』集英社〈集英社文庫コミック版 〉全2巻

1. 1996年10月18日発売 ISBN 978-4-08-617251-6
2. 1996年10月18日発売 ISBN 978-4-08-617252-3